# Center Junction
Center Junction – miasto w Stanach Zjednoczonych, w stanie Iowa, w hrabstwie Jones.

## Demografia
W 2000 liczyło 131 mieszkańców.